# Ormopterum tuberosum
Ormopterum tuberosum är en flockblommig växtart som beskrevs av Nasir. Ormopterum tuberosum ingår i släktet Ormopterum och familjen flockblommiga växter. Inga underarter finns listade i Catalogue of Life.